# Syn včerejška
Syn včerejška je český název knihy, kterou napsala americká spisovatelka Ann C. Crispinová. Patří do série knih o fiktivním světě Star Trek, žánrově je tedy literaturou sci-fi. V originále se novela jmenuje Yesterday's Son a vydána byla v USA roku 1983.

## Obsah
Jak v TV seriálu , tak knihách včetně této na seriál navazující je v popředí děje trojice tvořená kapitánem Jamesem Kirkem, prvním, vědeckým důstojníkem Spockem z planety Vulkán a vrchním lékařem Dr. Leonardem McCoyem. Tuto trojici doplňují další důstojníci - vrchní inženýr Montgomery Scott, komunikační důstojnice Nyota Uhura a dvojice navigačních důstojníků Hikaru Sulu a Pavel Čechov.
Hlavní postavou příběhu je poloviční Vulkánec, první důstojník na kosmické lodi Enterprise, Spock. S pomocí časové brány Strážce času na planetě Vulkán se přenáší v čase do minulosti na dávno již zničenou planetu Sarpeidon, aby zde nalezl svého syna Zara. Podaří se mu jej nalézt, odvést do přítomnosti, je zajat spolu s kapitánem Kirkem civilizací Romulanů, kteří se chtějí zmocnit Strážce času. Pak se do konfliktu vloží Enterprise a oba Vulkánce osvobodí.

## České vydání knihy
Do češtiny knihu přeložil Vladimír Klíma v roce 1993 a vydalo ji nakladatelství Bonus Press / Baronet v Praze téhož roku . Její očíslování, velikost publikace i grafická úprava jsou shodné, jako měly souběžně vydávané díly filmové série o Star Treku, např. Pátrání po Spockovi. Drobná brožovaná knížka má 160 stran a je opatřena barevnou obálkou, stála tehdy 45 Kč.